# К. В. Ананд
К. В. Ананд (там. கே. வி. ஆனந்த், англ. K. V. Anand; 30 октября 1966, Мадрас — 30 апреля 2021, Ченнаи) — индийский фотожурналист, в дальнейшем кинорежиссёр и кинооператор, занятый преимущественно в индустрии кино на тамильском языке. Как оператор работал также в фильмах на хинди и малаялам, за один из которых был награждён Национальной кинопремией за лучшую операторскую работу.

## Карьера
Ананд увлекался фотографией со школьных времён, его назначали ответственным за съёмки каждый раз, когда в семье проходила свадьба. Он получил степень бакалавра в области физики в DG Vaishnav College и степень магистра в области визуальных коммуникаций в Колледже Лойолы в Мадрасе, после чего стал фотожурналистом.
Ананд работал внештатным фотографом в таких изданиях как India Today, The Illustrated Weekly of India, Aside и Kalki. Журналистика познакомила его с дуэтом писателей Субха (Д. Суреш и А. Н. Балакришнан), которые также начали карьеру как корреспонденты. Впоследствии они использовали несколько его фотографий для обложек своих романов. Первой заметной работой Ананда стала серия фотоснимков Oru Maadham, Oru Maavattam (рус. Один месяц — один район), напечатанная в Kalki. В общей сложности его фотографии более 200 раз попадали на обложки различных изданий. Однако мечтой молодого человека было попасть в штат журнала или газеты. Он попробовал пройти собеседование на должность в India Today, но получил отказ. Разочарованный, Ананд отправился фотографировать виды природы на Андаманских островах.
Вернувшись, он поменял приоритеты и отправил своё резюме кинооператору П. Ч. Шрираму, который в итоге взял его себе в ассистенты. Под его началом Ананд работал в таких фильмах как Gopura Vasalile, Meera, Thevar Magan и Thiruda Thiruda. В дальнейшем Шрирам, будучи занятым, когда режиссёр Приядаршан предложил ему место оператора в своём фильме Thenmavin Kombath (1994), порекомендовал тому взять вместо себя Ананда, который к этому времени стал его первым помощником. Ананд получил полную свободу в выборе стиля съёмки, что в итоге принесло ему Национальную кинопремию за лучшую операторскую работу. Этот и следующий фильм Ананда, Minnaram, также снятый Приядаршаном, были сняты на языке малаялам. За ними последовал телугуязычный Punya Bhoomi Naa Desam (1995) и первый фильм Ананда на тамильском Kadhal Desam. Благодаря последнему он получил работу в своём первом хиндиязычном проекте «Азарт любви» (2000). Всего в качестве оператора Ананд снял 14 фильмов.
Как и многие операторы до него, Ананд решил попробовать себя в качестве режиссёра. Вместе с дуэтом Субха они адаптировали для сценария один из их романов, Pudhaithalum Varuven. Фильм Kana Kandaen, вышедший в 2005 году, был высоко оценён критиками. Следующую картину режиссёр решил сделать крупным проектом с большим бюджетом. На разработку сценария ушло 20 дней, но когда Ананд был готов начать, ему предложили место оператора в фильме С. Шанкара «Босс Шиваджи». Ранее он уже отклонил такие фильмы Шанкара, как Boys (2003) и «Незнакомец» (2005) из-за занятости в других проектах. В этот раз он также сначала отказался, но мать, жена и дочери убедили его поменять решение.
Снимая «Шиваджи», Ананд продолжал работать над сценарием «Неуловимого». К съёмкам фильма он приступил только в марте 2008, а на экраны картина вышла в апреле 2009 года. «Неуловимый» получил положительные отзывы критиков, статус «блокбастер» по итогам проката и первое место среди тамильских фильмов года по величине кассовых сборов. Ананд был также номинирован на Filmfare Awards South за лучшую режиссуру.
Ананд скончался в Ченнаи 30 апреля 2021 года от остановки сердца. У него был обнаружен положительный тест на коронавирус COVID-19